# 7407-es mellékút (Magyarország)
A 7407-es számú mellékút egy közel hét kilométer hosszú, négy számjegyű országos közút Zala vármegye középső részén. A megyeszékhely Zalaegerszeg délnyugati agglomerációjában fekvő településeket összekapcsoló utak egyike.

## Nyomvonala
A 7401-es útból ágazik ki, annak 14,650-es kilométerszelvénye közelében, Nagylengyel központjában. Nagyjából észak felé indul, az első fél kilométere Bányász utca, a folytatása Hegyi utca néven húzódik. 1,2 kilométer után Babosdöbréte területére lép, nem sokkal később már a községhez tartozó Rám településrész házait is eléri, ott a Széchenyi utca nevet viseli. Északnak továbbhaladva, a 2. és 3. kilométere között egy szerpentines, kanyargós szakasza következik, majd 3,5 kilométer után kiágazik kelet felé egy önkormányzati út: ez Kökényesmindszent településrészre vezet, majd onnan továbbhalad egészen a 7403-as és a 7401-es utak csomópontjáig, attól pár méterre csatlakozik be a 7403-asba.
4,250-es kilométerszelvénye táján az súrolja Babosdöbréte lakott területének nyugati peremét, ott ágazik ki belőle kelet felé a 74 146-os út, ami a község főutcájaként halad végig a településen, bő 1 kilométer hosszban. 4,9 kilométer után még egy alsóbbrendű út ágazik ki belőle, szintén keleti irányban, ez Babosdöbréte északi részére vezet. 6,6 kilométer megtétele után az út nyugatnak fordul, keresztezi a Szentmihályfai-patakot és átlép Teskánd külterületére. Ott ér véget, a 7405-ös útba torkollva, annak 4,800-as kilométerszelvénye táján.
Teljes hossza, az országos közutak térképes nyilvántartását szolgáló kira.gov.hu adatbázisa szerint 6,693 kilométer.

## Települések az út mentén
- Nagylengyel
- Babosdöbréte
- Teskánd

## Hídjai
Egyetlen jelentős hídja Teskándnál a Szentmihályi-patakon átívelő híd, az út 7,075-ös kilométerszelvényénél. A híd 1949-ben épült, monolit vasbetonlemez szerkezettel, teljes szerkezeti hossza 10,5 méter, egyetlen nyílásának szélessége 9,0 méter. [A 7,075-ös kilométerszelvény-adat ellentmondásban áll azzal, hogy a kira.gov.hu adatai szerint az út rövidebb 6,7 kilométernél; feltehetőleg a forrásként idézett könyv anyagának összeállítása idején még más kilométer-számozás lehetett hatályban.]